# Golden Cup 2004
La Golden Cup 2004 - Memorial Àlex Ros fou una competició d'hoquei sobre patins disputada entre el 2 i el 5 de setembre de 2004 a Blanes que comptà amb la participació de les seleccions nacionals masculines de Catalunya, Itàlia, Estats Units, França, Alemanya i l'equip organitzador, el Blanes Hoquei Club.
Aquest torneig reconegut pel Comitè Internacional d'Hoquei sobre patins (CIRH) va servir a la selecció catalana -reconeguda provisionalment per la FIRS- per preparar el Campionat del Món "B" 2004, disputat a Macau el mes d'octubre. Catalunya, que va comptar amb els porters Jaume Llaverola i Joan Carles Vadillo i els jugadors Josep Manel Edo, Jordi Carbó, Juli Anguita, David Cáceres, David Busquets, Jordi Guillén, Marc Gual i Xavi Caldú. es va proclamar campiona, aconseguint així el seu primer títol oficial.

## Fase Regular
Els horaris corresponen a l'hora d'estiu dels Països Catalans (zona horària: UTC+2).

### Llegenda
En les taules següents:
| Pts = Punts totals PJ = Partits jugats PG = Partits guanyats PE = Partits empatats PP = Partits perduts GF = Gols a favor |  | GC = Gols en contra DG = Diferència de gols (GF-GC) Ressaltat en verd = Equip classificat per a la segona fase. Ressaltat en vermell = Equip eliminat per a la segona fase. (p) = Gol de penal (fd) = Gol de falta directa |  |  |

### Grup A
| Equip    | Pts | PJ | PG | PE | PP | GF | GC | DG  |
| -------- | --- | -- | -- | -- | -- | -- | -- | --- |
| Itàlia   | 6   | 2  | 2  | 0  | 0  | 16 | 4  | +12 |
| França   | 3   | 2  | 1  | 0  | 1  | 7  | 11 | -4  |
| Alemanya | 0   | 2  | 0  | 0  | 2  | 3  | 11 | -8  |

| 2 de setembre (17:30) |     |          |                             |
| Itàlia                | 7-1 | Alemanya | Pavelló d'Esports de Blanes |
|                       |     |          | Pavelló d'Esports de Blanes |

| 2 de setembre (21:00) |     |        |                             |
| Alemanya              | 2-4 | França | Pavelló d'Esports de Blanes |
|                       |     |        | Pavelló d'Esports de Blanes |

| 3 de setembre (19:00) |       |        |                             |
| França                | 3-9   | Itàlia | Pavelló d'Esports de Blanes |
|                       | [ 4 ] |        | Pavelló d'Esports de Blanes |

### Grup B
| Equip        | Pts | PJ | PG | PE | PP | GF | GC | DG  |
| ------------ | --- | -- | -- | -- | -- | -- | -- | --- |
| Blanes HC    | 6   | 2  | 2  | 0  | 0  | 15 | 3  | +12 |
| Catalunya    | 3   | 2  | 1  | 0  | 1  | 10 | 7  | +3  |
| Estats Units | 0   | 2  | 0  | 0  | 2  | 3  | 18 | -15 |

| 2 de setembre (19:00) |     |           |                             |
| Estats Units          | 2-9 | Blanes HC | Pavelló d'Esports de Blanes |
|                       |     |           | Pavelló d'Esports de Blanes |

| 3 de setembre (17:30)                                                   |             |              |                                                             |
| Catalunya                                                               | 9-1         | Estats Units | Pavelló d'Esports de Blanes Àrbitres: López Vega i Aragonès |
| Caldú 11',36' Gual 18', 19', 21' Carbó 19' Anguita 29', 38' Cáceres 37' | [ 5 ] [ 6 ] | Mathias 35'  | Pavelló d'Esports de Blanes Àrbitres: López Vega i Aragonès |

| 3 de setembre (21:00)                                                   |             |             |                                                      |
| Blanes HC                                                               | 6-1         | Catalunya   | Pavelló d'Esports de Blanes Àrbitres: Vidal i Molina |
| Armengol 16'(fd) I. Tibau 21' Pons 23' M. Tibau 36', 39' A. Ridaura 37' | [ 6 ] [ 7 ] | Guillén 35' | Pavelló d'Esports de Blanes Àrbitres: Vidal i Molina |

## Fase Final
|  | Semifinals | Semifinals |   |        | Final       | Final |
|  |            |            |   |        |             |       |
|  |            |            |   |        |             |       |
|  | Itàlia     | 2          |   |        |             |       |
|  | Catalunya  | 3          |   |        |             |       |
|  |            |            |   |        |             |       |
|  |            |            |   |        |             |       |
|  |            |            |   |        | Catalunya   | 3     |
|  |            | Blanes HC  | 2 |        |             |       |
|  |            |            |   |        |             |       |
|  |            |            |   |        |             |       |
|  |            |            |   |        | Tercer lloc |       |
|  |            |            |   |        |             |       |
|  | Blanes HC  | 2          |   | Itàlia | 6           |       |
|  | França     | 1          |   |        | França      | 1     |

### Semifinal 1
| 4 de setembre (19:00)  |       |                                |                                                      |
| Itàlia                 | 2-3   | Catalunya                      | Pavelló d'Esports de Blanes Àrbitres: Vidal i Molina |
| M. Bertolucci 11', 13' | [ 8 ] | Guillén 17' Carbó 31' Gual 37' | Pavelló d'Esports de Blanes Àrbitres: Vidal i Molina |

### Semifinal 2
| 4 de setembre (21:00)    |       |                   |                                                             |
| Blanes HC                | 2-1   | França            | Pavelló d'Esports de Blanes Àrbitres: Aragonès i López Vega |
| Pons 32'(p) I. Tibau 39' | [ 9 ] | Tarassioux 34'(p) | Pavelló d'Esports de Blanes Àrbitres: Aragonès i López Vega |

### 5è i 6è lloc
| 4 de setembre (17:30)                                |        |                                 |                                                      |
| Alemanya                                             | 6-3    | Estats Units                    | Pavelló d'Esports de Blanes Àrbitres: Delfa i Prades |
| Behrendt 9', 35' Wochik 14', 30' Bandr 15' Haupt 46' | [ 10 ] | Mayer 10' Englund 28' Enlow 41' | Pavelló d'Esports de Blanes Àrbitres: Delfa i Prades |

### 3r i 4t lloc
| 5 de setembre (18:00)                                     |        |              |                                                             |
| Itàlia                                                    | 6-1    | França       | Pavelló d'Esports de Blanes Àrbitres: López Vega i Aragonès |
| Orlandi 6', 17' Ale. Michielon 8', 34' Bresciani 36', 40' | [ 11 ] | Moriseau 24' | Pavelló d'Esports de Blanes Àrbitres: López Vega i Aragonès |

### Final
| 5 de setembre (20:00)   |              |                                  |                                                             |
| Blanes HC               | 2-3          | Catalunya                        | Pavelló d'Esports de Blanes Àrbitres: López Vega i Aragonès |
| K. Ridaura 6' Lladó 29' | [ 3 ] [ 12 ] | Guillén 33', 38' Cáceres 35'(fd) | Pavelló d'Esports de Blanes Àrbitres: López Vega i Aragonès |

## Classificació final
| Equip | Equip        |
| ----- | ------------ |
| 1r    | Catalunya    |
| 2n    | Blanes HC    |
| 3r    | Itàlia       |
| 4t    | França       |
| 5è    | Alemanya     |
| 6è    | Estats Units |